# Grafton (Nový Jižní Wales)
Grafton je město v oblasti Northern Rivers v australském Novém Jižním Walesu. Rozkládá se na řece Clarence, přibližně 600 kilometrů severovýchodně od Sydney. Nejbližší velká města, Brisbane a Gold Coast, leží za hranicí státu v jihovýchodním Queenslandu. V červnu 2018 měl Grafton 19 078 obyvatel. Město je největším sídlem (a spolu s městem Maclean sdíleným správním centrem) oblasti místní správy Clarence Valley Council, kde žije více než 50 000 obyvatel.
Na místním gymnáziu (grammar school) učil v 70. letech 19. století Havelock Ellis.